# Cry About It Later
Cry About It Later è un singolo promozionale della cantante statunitense Katy Perry, pubblicato il 23 aprile 2021 e incluso nel sesto album in studio, Smile.

## Descrizione
La traccia è stata inizialmente scritta nel 2017 ed è stata in seguito inclusa nel disco dopo che la cantante ha ritenuto che fosse "perfetta" per il nuovo progetto. Il testo affronta il tema dell'andare avanti dopo la fine di una relazione, con il ritornello che vede Perry ripetere "piangerò [la fine della relazione] più tardi, questa notte mi diverto". La critica ha fatto notare come il tema del brano sia pressoché identico a quello della traccia immediatamente successiva, Teary Eyes, ovverosia rimandare la tristezza in favore di un temporaneo divertimento.
Un video musicale animato per la canzone è stato pubblicato il 28 agosto 2020, in contemporanea con la pubblicazione del disco di provenienza. Nel video, il personaggio di Katy Perry è una strega che fatica a trovare l'amore di un uomo, finché alla fine del video incontra la propria anima gemella in una donna.
Il disc jockey brasiliano Bruno Martini ha realizzato un remix del brano, che vede anche la collaborazione della cantante brasiliana Luísa Sonza. La versione remixata del brano è stata pubblicata come singolo promozionale il 23 aprile 2021, accompagnata da un lyric video.

## Tracce
Testi e musiche di Katheryn Hudson, Noonie Bao, Oscar Holter, Sasha Alex Sloan.
Remix
1. Cry About It Later (feat. Luísa Sonza & Bruno Martini) – 2:39